# 휘경여자중학교
휘경여자중학교(徽慶女子中學校)는 대한민국 서울특별시 동대문구 휘경동에 있는 사립 중학교이다.

## 학교 연혁
- 1970년 1월 28일 : 학교법인 휘경학원 설립인가
- 1970년 1월 28일 : 설립자 황온순 이사장 취임
- 1970년 1월 31일 : 휘경여자중학교 설립인가(21학급)
- 1970년 3월 3일 : 휘경여자중학교 개교 및 제1회 입학식
- 1970년 3월 3일 : 초대 정계환 교장 취임
- 1973년 1월 16일 : 휘경여자중학교 제1회 졸업식(449명 졸업)
- 1980년 5월 19일 : 예문관(도서실 및 과학실) 준공
- 1985년 11월 2일 : 체육관 준공
- 1988년 2월 28일 : 중·고 교사동 교체
- 2002년 5월 19일 : 자천당 준공
- 2005년 5월 18일 : 학교법인 휘경학원 제3대 최준명 이사장 취임
- 2007년 11월 23일 : 건산홀(KUNSAN HALL) 준공
- 2012년 1월 9일 : 본관 교사동 증축 (4층)
- 2015년 9월 4일 : 다목적구장 개장
- 2022년 2월 28일 : 제10대 현지윤 교장 취임
- 2023년 2월 8일 : 휘경여자중학교 제51회 졸업식(누계 23,031명)
- 2023년 3월 2일 : 휘경여중학교 제54회 입학식(161명)

## 참고 자료
- 휘경여자중학교 - 한국교육학술정보원 학교알리미